# Тапакуло бурий
Тапакуло бурий (Scytalopus latebricola) — вид горобцеподібних птахів родини галітових (Rhinocryptidae).

## Поширення
Ендемік Колумбії. Поширений в горах Сьєрра-Невада-де-Санта-Марта на північному сході країни. Населяє підліски вологих гірських лісів та їхні узлісся на висотах від 2000 до 3600 м над рівнем моря.

## Опис
Птах завдовжки до 11,5 см. Верхня частина тіла темно-коричнево-сіра, а круп коричневий. Горло, груди та живіт мають таке ж забарвлення, як і верхні частини, але блідіші. Боки і низ живота яскраво-червоно-каштанові, іноді з чорнуватими смугами.